# ثريا حسن (ممثلة مغربية)
ثريا حسن (1937 - 2013) (اسمها الحقيقي هو: ارحيمو الناصري) هي ممثلة مسرح تطوانية حيث تعد أول امرأة اعتلت خشبة المسرح بالمغرب، عندما قدمت أولى أدوارها في مسرحية (الأب النادم) سنة 1950، مع فرقة الواحة للتمثيل العربي. متحدية بعزيمة قوية وإرادة صلبة كل الأعراف والتقاليد ومضايقات السلطة لها. وتعتبر ثريا حسن، اسما خالدا في مدينة تطوان وكل التراب المغربي.

## حياتها
ازدادت ثريا حسن، واسمها الحقيقي ارحيمو الناصري، سنة 1937 بمدينة تطوان، وتربت في كنف أسرة منفتحة ومهووسة بالفن، في حقبة من الزمن كان فيها المجتمع التطواني خاصة، والمغربي عامة، يفتقر إلى الفن المسرحي، بل أكثر من ذلك قالت ثريا في لقاء سابق لها مع جريدة «المساء» المغربية إنه «لم يكن للمرأة أدنى طموح أو اعتبار، حيث كانت كل انشغالاتها محصورة في المطبخ وإنتاج الأولاد».
كان والد ثريا حسن، الحسين الناصري، يعد من طليعة الأسماء البارزة في الفرقة النحاسية للخليفة السلطاني بالشمال أيام الحماية الإسبانية، مولاي الحسن بن المهدي. أما والدتها فلم تكن سوى الفنانة فاطمة بوشعيب اليعقوبي، عضو جوق غنائي نسائي، أما أخوها فكان أستاذا للفن التشكيلي بمدرسة الفنون الجميلة بتطوان.
تزوجت الفنانة بتاريخ 12 يونيو 1962.
جعلها كذلك أول امرأة يتم اقتيادها إلى الباشوية واعتقالها بتهمة «الخروج إلى الشارع بحذاء عصري بكعب عال بدل «الشربيل»، ولم يفرج عنها إلا بعد استدعاء زوجها والتزامه بعدم تكرار حدوث ذلك.

## وفاتها
توفيت يوم الثلاثاء 30 يوليو 2013. بمدينة تطوان عن عمر يناهز 76 سنة. تم تشييع جثمانها إلى مثواها الأخير من منزلها بحومة «السويقة» إلى مقبرة للا رقية بتطوان.

## قائمة أعمالها
هذه قائمة مُصغّرة بأشهرِ أعمال الممثلة:
- مسرحية عودة الماضي
- مسرحية السيد
- مسرحية عجلة القدر
- مسرحية أين الرحمة
- مسرحية الضعف
- مسرحية الدّم
- مسرحية الأرض والزّيتون
- مسرحية الشركة
- مسرحية أرض الرجال
- مسرحية موت ذبابة
- مسرحية آخر من يفهم

## وصلات خارجية
- (فيديو): بصوت الفنانة ثريا حسن.